# Visual-Tree-Assessment
Visual-Tree-Assessment (VTA) bezeichnet eine Methode zur systematischen Baumkontrolle, bei welcher verschiedene von der Optimalgestalt des Baumes abweichende Defektsymptome untersucht werden. Die Methode wurde von Claus Mattheck entwickelt, unter anderem dafür erhielt er 2003 den Umweltpreis der Bundesstiftung Umwelt.

## Methode
Grundlage der VTA-Methode ist das Axiom konstanter Spannung. Aus den Wachstumsreaktionen wird auf Schwachpunkte des Baumes geschlossen. Sind starke Schäden vorhanden, werden Bäume weitergehend untersucht, um festzustellen, ob sie noch verkehrssicher sind. Die VTA-Methode erfolgt in Teilschritten. Das Axiom der konstanten Spannung erklärt als Regel von der gerechten Lastverteilung die Bildung von Defektsymptomen am Baum als Reparaturanbauten. In der VDI-Richtlinie 6224 von 2012, „Bionische Optimierung“ werden Optimierungsmethoden auf der Basis des Axioms konstanter Spannung empfohlen. Die übliche Vorgehensweise besteht aus:
1. Sichtkontrolle auf
  - Baumumfeld,
  - Schadensmerkmale,
  - Vitalität.
2. Bewertung der Schadensmerkmale.
3. Gibt es nach Sichtkontrolle des Baumes Zweifel an der Stand- und Bruchsicherheit, werden verschiedene Untersuchungsgeräte eingesetzt wie Schallhammer bzw. Impulshammer, Bohrwiderstandsmessgerät, Zuwachsbohrer und Fraktometer.

Mit diesen Untersuchungen wird das Ausmaß vorhandener Schäden ermittelt und deren Auswirkungen abgeschätzt.

## Verwendung
Visual-Tree-Assessment hat sich nach Ansicht ihrer Befürworter auch in der Rechtsprechung als (insbesondere zur Erfüllung der Verkehrssicherungspflicht) anerkannter Standard etabliert.
Jüngere und durch Fachgremien entwickelte Regeln, wie die FLL-Baumkontrollrichtlinien (2004, 2010, 2020) oder der bundeseigene Leitfaden Baumkontrolle an Bundeswasserstraßen (BMVI 2009, 2013, 2020) sind mittlerweile etabliert und ersetzen die VTA.
Die Stadt Berlin definiert VTA dennoch als Stand der Technik.

## Kritik
Die VTA Methode wird als unwissenschaftlich kritisiert, da sie auf subjektiven Grenzfestlegungen aus Graphiken basiere, das Anforderungsprofil der Rechtsprechung nicht treffe und die Standsicherheit von Bäumen banalisiere. Mattheck und Andere halten aber diese Angriffe für widerlegt.
Auch einige durch Mattheck für den Einsatz in VTA empfohlene Untersuchungsmethoden (insbesondere Resistograph, Zuwachsbohrer, Fractometer) stehen in der Kritik. Die vorgenannten Verfahren gelten als invasiv, das heißt sie fügen dem Holzkörper Schaden zu. Zudem erlaubt bspw. das Fractometer, anders als von Mattheck behauptet, keine derart präzisen Aussagen über die Bruchfestigkeit des Holzes (siehe auch hier: Kritik). Auch die Verwendung des Resistographen wird kritisch gesehen.

### Bücher zur Biomechanik in einfacher Sprache
- Claus Mattheck, Stupsi erklärt den Baum – Ein Igel lehrt die Körpersprache der Bäume. Forschungszentrum Karlsruhe GmbH 1999, ISBN 3-923704-20-8.
- C. Mattheck, Mechanik am Baum – Erläutert mit einfühlsamen Worten von Pauli dem Bär. Forschungszentrum Karlsruhe GmbH 2002, ISBN 3-923704-39-9.